# Rodolfo Vitone
Rodolfo Vitone (Genova, 22 gennaio 1927 – Genova, 29 gennaio 2019) è stato un artista italiano.

## Biografia
Artista noto per la sua adesione alla corrente denominata Poesia visiva, che nasce da tutte quelle sperimentazioni artistiche e letterarie compiute nel clima della Neoavanguardia, a partire dagli anni sessanta del XX secolo..
Tra gli anni '40 e '50 elabora sperimentazioni cinematografiche e fotografiche sulla scia di Man Ray e dei surrealisti, con una serie di lungometraggi e medio metraggi, come Lana Park (1948), È possibile vivere (1948), Il manichino (1948), La farina del diavolo (1950), e un breve film sperimentale sulla vita del borgo di Boccadasse a Genova.
Nel 1958 fonda, assieme Luigi Tola. il Gruppo Studio, a cui partecipano tra i molti anche il giovanissimo Germano Celant. Il gruppo è frequentato da intellettuali come Edoardo Sanguineti e Umberto Eco e, più tardi Eugenio Battisti..
Nel 1963 fonda e edita assieme a Tola e con Eugenio Battisti, che ne sarà direttore, la rivista Marcatré. Nel 1964 ed il 1965 è tra i principali animatori della galleria d'arte La Carabaga, nonché della rivista Trerosso. Tra gli anni '70 e il primo decennio del XIX secolo, continua ad esplorare i temi individuati negli anni di formazione artistica, dando luogo a molteplici risultati.
Definito da Renato Barilli, quale dattilografo, escursionista, enologo, giornalista, grafico, insegnante, illuminista, prestidigitatore, Vitone può considerarsi un artista dalle articolate implicazioni, la cui opera deve essere probabilmente ancora pienamente focalizzata dalla storiografia.
Dal 1974 ai primi anni '90 ha insegnato al Liceo Artistico Nicolò Barabino di Genova, affiancando alla sua attività artistica quella di insegnante di disegno e pittura.
È padre dell'artista Luca Vitone.

## Musei e Collezioni
Le opere di Rodolfo Vitone sono presenti in molte collezioni di primo piano, tra cui le principali sono: GAM – Galleria Civica d’Arte Moderna e Contemporanea di Torino, Centro per l’Arte Contemporanea Luigi Pecci a Prato, MA*GA – Fondazione Galleria d’Arte Moderna e Contemporanea Silvio Zanella, Gallarate (VA), Museion - Museo di arte moderna e contemporanea di Bolzano, Mart - Museo di arte moderna e contemporanea di Trento e Rovereto.

## Esposizioni
- 1972, XXXVI Biennale di Venezia nella sezione Il libro come luogo di ricerca.
- 1974, personale tenuta alla Galleria Pourquoi pas? di Genova.
- 1991, Le Stanze d’Agorà collettiva tenutasi a Genova nei locali del Teatro di Sant'Agostino.
- 2008, personale alla galleria SATURA di Genova.
- 2004-2005-2008-2009-2011, personale alla galleria La Parada di Brescia.[11]